# كرية حمراء ذات نوى

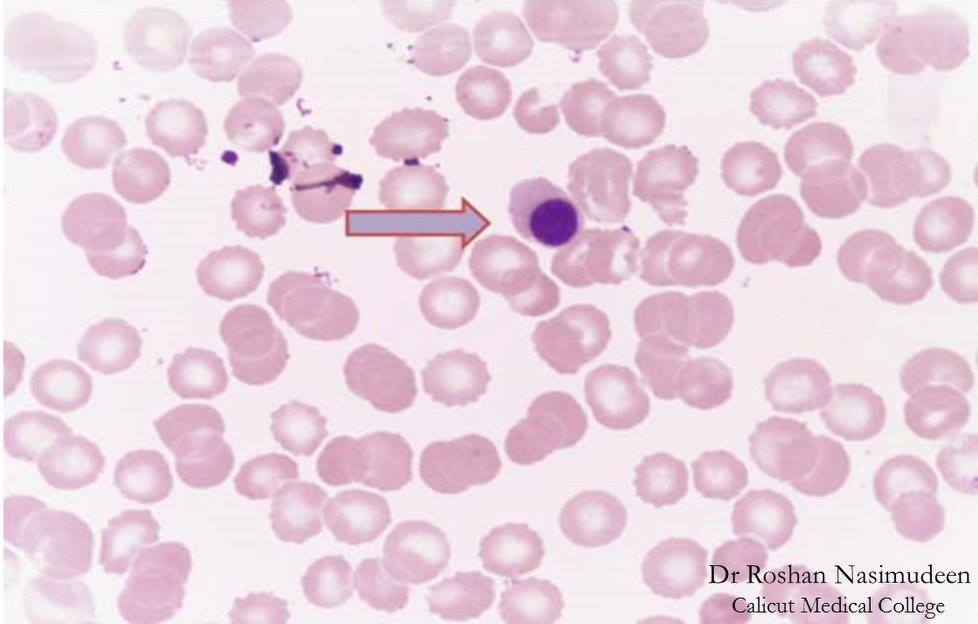

كريّة حمراء ذات نوى أو خلية دم حمراء ذات نواة أو كريّة حمراء منوّاه أو الحمراوية (بالإنجليزية: Nucleated red blood cell)‏ هي أحد خلايا الدم الحمراء لا زالت تحتفض بنواة الخلية. وهي خلية تسبق تكوين الخلية الشبكية وكرة الدم الحمراء.